# Víctor Fernández Bustinza
Víctor Raúl Fernández Bustinza (Cotahuasi, 19 de julio de 1946) es un educador, empresario y político peruano. Fue congresista de la república durante el periodo 1995-2000 y regidor de la Municipalidad Provincial de Arequipa desde 1987 hasta 1992.

## Biografía
Víctor Fernández nació en Cotahuasi, ciudad ubicada en la provincia de La Unión de la región peruana de Arequipa, el 19 de julio de 1946. Fue hijo de Ángel Fernández y de Alicia Bustinza.
Realizó sus estudios primarios y secundarios en diversos centros educativos de su tierra natal. Es educador egresado de la Universidad Nacional de San Agustín de Arequipa.
Como pequeño empresario, desarrolló actividades en Radio Concordia de Arequipa. Fue presidente del Servicio de Agua Potable y Alcantarillado de Arequipa (Sedapar) y del Jockey Club de Arequipa. Anteriormente laboró como docente en la Academia Preuniversitaria Hipólito Sánchez de la ciudad de Trujillo.

## Carrera política
Como político incursiona postulando al Congreso de la República por el Partido Popular Cristiano en las elecciones parlamentarias del año 1980.
Luego se afilió al Frente Nacional de Trabajadores y Campesinos (FRENATRACA) y en las elecciones municipales del año 1986 fue elegido como teniente alcalde de la ciudad de Arequipa para el periodo 1987-1989 y reelegido en 1989, siendo durante la gestiones de Luis Cáceres Velásquez. Fue también presidente del Plan Director de Arequipa y en su labor le han hecho merecedor a distinciones municipales.
En las elecciones del año 1990, postuló a la segunda vicepresidencia del Perú en la fórmula presidencial de Roger Cáceres Velásquez, la cual quedó en el sexto lugar con el 1.16 % de votos.
En 1995, Fernández se agrupó en las filas del fujimorismo, siendo candidato al Congreso de la República por la lista de Cambio 90 - Nueva Mayoría y fue elegido como congresista por Arequipa para el periodo parlamentario 1995-2000, obteniendo 15,353 votos.
Como congresista fue miembro de las Comisiones de Trabajo y de Energía y Minas. Fue también secretario de la Comisión de Defensa presidida por Martha Chávez en el lapso 1998-1999. Entre sus leyes fue la que intentó sacar de la carrera electoral a Alberto Andrade como candidato presidencial en las elecciones del año 2000, la cual al final resultó ser una cortina de humo del régimen fujimorista. Asimismo, fue el impulsor de la ley del milenio.
Al culminar su gestión, Víctor Fernández intentó ser reelegido como congresista por Perú 2000, alianza con el cual el presidente Alberto Fujimori buscaba ser reelegido por segunda vez como presidente del Perú. Fernández obtuvo solamente 11,929 sin resultar elegido.
En junio del año 2005 se afilió a Cambio 90, primer partido político de Alberto Fujimori, y posteriormente en el año 2006 postuló sin éxito al Parlamento Andino por Alianza por el Futuro, coalición de partido fujimoristas que postularon como candidata presidencial a Martha Chávez.
Víctor Fernández siguió en Cambio 90 en donde luego fue refundado a Perú Patria Segura en el año 2013, manteniéndose hasta el año 2021 tras su pérdida de inscripción en el Jurado Nacional de Elecciones.